# Seegefechte im Greifswalder Bodden (1715)
1. Phase: Schwedische Dominanz (1700–1709)
Dänischer Kriegsschauplatz (1700)
Humlebæk • Tönning I 
Livländ./ Estnischer Kriegsschauplatz (1700–1708)
Riga I • Jungfernhof • Varja • Pühhajoggi • Narva • Petschora • Düna • Rauge • Erastfer • Hummelshof • Embach • Tartu • Narva II • Wesenberg I • Wesenberg II
Ingermanländ./ Finnischer Kriegsschauplatz (ab 1701)
Archangelsk • Ladogasee • Nöteborg • Nyenschanz • Newa • Systerbäck • Petersburg • Wyborg I • Porvoo • Newa II • Koporje II • Kolkanpää
Litauisch-weißrussischer Kriegsschauplatz (1702–1706)
Vilnius • Saladen • Jakobstadt • Gemauerthof • Mitau • Grodno I • Olkieniki • Njaswisch • Klezk • Ljachawitschy
Polnischer Kriegsschauplatz (1702–1706)
Klissow • Pułtusk • Thorn • Lemberg • Warschau • Posen • Punitz • Tillendorf • Rakowitz • Praga • Fraustadt • Kalisch 
Russischer Kriegsschauplatz (1708–1709)
Grodno II • Golowtschin • Moljatitschi • Rajowka • Lesnaja • Desna • Baturyn • Koniecpol • Weprik • Opischnja • Krasnokutsk • Sokolki • Poltawa I • Poltawa II
2. Phase: Schweden in der Defensive (1710–1721)
Baltischer und Finnischer Kriegsschauplatz (bis 1714)
Riga II • Wyborg II • Pernau • Kexholm • Reval • Hogland • Pälkäne • Storkyro • Nyslott • Hanko 
Schwed./Norwegischer Kriegsschauplatz (1710–1721)
Helsingborg • Køge-Bucht • Bottnischer Meerbusen • Frederikshald I • Dynekilen-Fjord • Göteborg I • Strömstad • Trondheim • Frederikshald II • Marstrand • Ösel • Göteborg II • Södra Stäket • Grönham • Sundsvall
Norddeutscher Kriegsschauplatz (1711–1716)
Elbing • Wismar I • Lübow • Stralsund I • Greifswalder Bodden I • Stade • Rügen • Gadebusch • Altona • Tönning II • Stettin • Fehmarn • Wismar II • Stralsund II • Jasmund • Peenemünde • Greifswalder Bodden II • Stresow 
Bei den Seegefechten im Greifswalder Bodden im September 1715 während des Pommernfeldzugs von 1715/1716 im Großen Nordischen Krieg besiegte eine dänische Flottille unter Sehested zwei schwedische Flottillen nahe Rügen. Die Gefechte dienten der weiteren Einkesselung des belagerten Stralsunds durch die Unterbrechung der Seewege und die Vorbereitung einer alliierten Landung auf Rügen.

## Vorgeschichte
Schwedisch-Pommern war 1715 die letzte schwedische Besitzung außerhalb des Mutterlandes und wurde seit 1711 kontinuierlich von den Alliierten angegriffen. Im Kriegsjahr 1715 versuchte zum dritten Mal ein alliiertes Heer Stralsund, die Hauptfestung Schwedisch-Pommerns, zu erobern. Vorbedingung für die Einnahme Stralsunds war die Eroberung Rügens. Dazu wiederum war die Seeherrschaft um Rügen Voraussetzung, um eine alliierte Landungsoperation durchführen zu können. Die Landung des alliierten Heeres auf Rügen sollte an der Südostküste Rügens im Greifswalder Bodden erfolgen, der aber noch unter schwedischer Kontrolle stand.
Die Zufahrt von der offenen Ostsee in den Greifswalder Bodden ist für größere Schiffe nur unter Umfahrung der Greifswalder Boddenrandschwelle möglich, einer ausgedehnten Untiefe mit den Inseln Ruden und Greifswalder Oie. Da das heute genutzte Fahrwasser des Landtiefs damals noch nicht existierte, erfolgte die Zufahrt entweder über das Osttief (auch Ostertief, Altes Tief) zwischen dem Ruden und der Ostplatte bei Peenemünde, gedeckt von der Peenemünder Schanze und vom befestigten Blockhaus auf dem Ruden, oder durch das heute versandete Westtief (auch Westertief, Neues Tief) zwischen dem Ruden und dem Mönchgut, gedeckt sowohl durch eine Batteriestellung von Thiessow als auch von der Insel Ruden.
Um eine Landung der Alliierten auf Rügen zu verhindern, versenkten schwedische Marineeinheiten im Juli 1715 quer über die beiden Fahrstraßen auf einer Länge von 980 Metern 20 kleinere, mit Ballaststeinen beladene Schiffe und Fischereiboote als künstliche Sperre, im Abstand von 40 bis 60 Metern auf den Grund der hier nur wenige Meter tiefen Ostsee. Die bei dem flachen Wasser ohnehin schon schwierige Einfahrt in den Greifswalder Bodden wurde nun durch die versenkten Schiffe noch mehr beengt. Um eine vollständige Sperrung der Bucht zu erreichen, ließ Karl XII. die auf der Nordwestspitze Usedoms gelegene Peenemünder Schanze und die der Peenemündung vorgelagerte kleine Insel Ruden befestigen und mit starken Garnisonen besetzen.
Währenddessen traf eine dänische Flottille unter dem Vizeadmiral Sehested, bestehend aus flachgehenden Prahmen und Galeoten, bei der Greifswalder Oie ein. Der anschließende dänische Durchbruchsversuch gegen die Insel Ruden wurde durch ein schwedisches Geschwader von acht Kriegsschiffen, das beim Ruden lag, vereitelt.
Nachdem eine 22 Linienschiffe starke schwedische Kriegsflotte das Gewässer erreicht hatte, sah sich der dänische Admiral Sehested am 21. Juli genötigt, in das flache Gewässer an der Küste von Usedom zu flüchten und am Vinetariff zu ankern, um von dort aus um Hilfe zu ersuchen.
Zudem waren einige flachgehende schwedische Kriegsschiffe in das Stettiner Haff eingedrungen und kreuzten vor der Odermündung. Dabei wagten sie sich bis in die Nähe von Stettin. Doch das Blatt wendete sich, als die inzwischen eingetroffene dänische Kriegsflotte die schwedische Flotte in der Seeschlacht bei Jasmund (1715) vor Rügen besiegte. Dadurch war Schwedens Seemacht gebrochen. Die Flotte musste sich dauerhaft nach Karlskrona zurückziehen. Die Lage der Schweden verschlechterte sich nach der Erstürmung der Peenemünder Schanze weiter. Lediglich die kleinere schwedische Flottille kreuzte noch im Greifswalder Bodden. Als weitere Folge wurde die bei Usedom eingesperrte Flottille Sehesteds wieder frei.

## Seegefecht vor Stettin
Sehesteds Flottille war nun wieder in der Lage, in die Offensive zu gehen. Bis dahin hatte seine Flottille an der Nordostküste Usedoms vor Anker gelegen. Die Schweden blockierten die Zufahrt zum Greifswalder Bodden mit acht Schiffen zwischen den Inseln Ruden und Rügen. Sieben schwedische Fregatten lagen vor Stettin vor Anker und blockierten die Stadt von See her. Sehested entschied sich, zunächst die Flottille vor Stettin anzugreifen. Er entsandte die kleineren Boote durch die Swine in den Stettiner Hafen. Die erste Attacke wurde nach sechsstündigem Kampf abgewehrt.
Nachdem aber weitere dänische Schiffe den Stettiner Hafen erreichten, zogen sich die schwedische Schiffe zurück. Ihr einziger Rückzugsweg war die Schiffspassage zwischen Usedom und dem Festland, der Peenestrom. Dort mussten sie aber an gegnerischen Batterien vorbei und am Nordende der Insel wartete die Flottille von Sehested auf sie. Dabei verlor das Flaggschiff der Schweden alleine 72 von 120 Mann der Besatzung. Sie erreichten dennoch den Greifswalder Bodden und vereinten sich mit der schwedischen Flottille am Neuen Tief (Westtief).

## Seegefecht im Greifswalder Bodden
Die Schweden verfügten nun über neun Fregatten und drei Galeoten sowie diverse kleinere Boote die im Greifswalder Bodden vor Anker lagen. Acht Fregatten mit jeweils 30 Kanonen ankerten entlang einer Kette quer über die Einfahrt am Neuen Tief. Die anderen Schiffe lagen dahinter.
Sehesteds Flottille wurde mit der Prahm Hjaelper (46 Kanonen) und drei Galeeren (jeweils 7 Kanonen) aus Norwegen verstärkt. Am 17. September 1715 verließ Sehesteds Flottille seine Position bei Usedom und näherte sich der schwedischen Flottille.
Am 25. September 1715 griffen dänische Seestreitkräfte unter Vizeadmiral Sehested die Sperre im Neuen Tief an. Durch den Verrat eines ehemals in schwedischen Diensten gewesenen Lotsen gelang dabei den dänischen Schiffen das Durchbrechen der Sperre und die Einfahrt in den Greifswalder Bodden. Die Aktion dauerte von Tagesanbruch bis Mittag. Dann zogen sich die Schweden zurück. Paul Cronhawen suchte mit zehn Schiffen Schutz unter den Kanonen des Rudens, während der Schwede Theodor Christophers (der spätere Theodor Ankarcrona) mit den anderen drei Schiffen nach "Iserhoft" (Thiessower Hövt bzw. Südperd) an der Südostküste Rügens segelte. Dabei wurde er von den Dänen verfolgt und sah sich gezwungen, die Schiffe zu verbrennen. Die Dänen verloren bei dem Gefecht insgesamt 40 Mann.

## Folgen
Durch die dänischen Siege in den Seegefechten und durch die Eroberung Usedoms Ende August konnte die für Stralsund vorgesehene Belagerungsartillerie von Stettin durch die Peene nach Anklam verlegt werden und die Insel Rügen erobert werden.

## Sonstiges
Im Rahmen des Baus der Nord Stream Pipeline wurden viele der Schiffswracks der 1715 von den Schweden errichteten Schiffssperre wiederentdeckt und für die Unterwasserarchäologie wieder zugänglich gemacht.